# 北伊利诺伊大学
北伊利诺伊大学（Northern Illinois University），簡稱 NIU，是位于美国伊利诺伊州迪卡尔布的一所公立研究型大學，由伊利诺伊州州长约翰·彼得·奥尔特盖尔德于1895年5月22日建立。作為北伊利諾伊州立師範學校的一部分，作為擴大該州培養受過大學教育的教師制度的一部分。麗莎弗里曼(Lisa Freeman)於2017年7月被任命為該大學的代理校長，這是第一位擔任該職位的女性。該大學由七個學位授予學院組成，擁有25,000名學生，超過240,000名校友。
NIU的許多課程都獲得了國家認可，可以滿足高標準的學術質量，包括商業，工程，護理，視覺和表演藝術以及所有教師認證課程。NIU是伊利諾伊州僅有的兩所公立大學之一，在全國大學體育協會中參加所有體育運動的最高級別。該大學的運動隊被稱為哈士奇犬隊，並參加美國中部國家大學體育協會（MAC）比賽。
該校商學院名列全美商科學校前列位置。《美國新聞與世界報道》新聞雜誌將該校列為「國家大學」(National University)，即一所學校有進行顯著研究，並有頒授博士學位課程。
2008年2月14日，该校发生一起校园枪击案，造成包括凶手在内六人死亡，多人受伤。
2010年2月19日，该校再發生槍擊事件。 但是次槍擊事件原因純粹為私人糾紛，只造成一人受傷，犯人於開槍後極短時間內即被警察逮捕。另外有鑑於前例在先，槍擊事件發生後學校立刻啟動應變措施通知學生，而且槍擊發生凌晨時份，未有造成過多傷亡。

## 教學單位
NIU擁有七個學位授予學院，共有60多個本科專業，70個副修科目，9個專業前課程和79個研究生課程，包括法學院，以及20多個領導博士學位的領域。NIU的許多學術課程都獲得了國家認可，可以達到最高標準的學術質量和嚴謹性，包括商業，工程，護理，視覺和表演藝術以及所有教師認證課程。2012年度成立了新的環境研究和社區領導與公民參與的跨學科學術課程。

## 校園
大學主校園位於伊利諾伊州迪卡尔布鎮，佔地約756公頃包含64座不同的大樓和建築物。

## 校友
- 鍾·艾倫（Joan Allen） - 美國女演員
- 梁超怡 - 香港藝人

## 外部連結
- 官方网站
- Official athletics website
- Northern Star student newspaper